# A:larm Music
A:larm Music er et dansk pladeselskab, der blev grundlagt i 2005 af Anders Lassen og Mads Rosted som en del af MBO Group. I 2011 blev MBO Group opkøbt af Universal Music.
A:larm Music udgav op gennem 00'erne artister som Camille Jones, Mew, Tina Dickow, Mikael Simpson og The William Blakes. Siden 2010 har selskabet bl.a. udgivet The Rumour Said Fire, Love Shop, Medina, Oh Land, Outlandish, Ulige Numre og Michael Falch.